# Crots
Crots är en kommun i departementet Hautes-Alpes i regionen Provence-Alpes-Côte d'Azur i sydöstra Frankrike. Kommunen ligger  i kantonen Embrun som ligger i arrondissementet Gap. År 2022 hade Crots 1 161 invånare.

## Befolkningsutveckling
Antalet invånare i kommunen Crots
Referens:INSEE

## Galleri

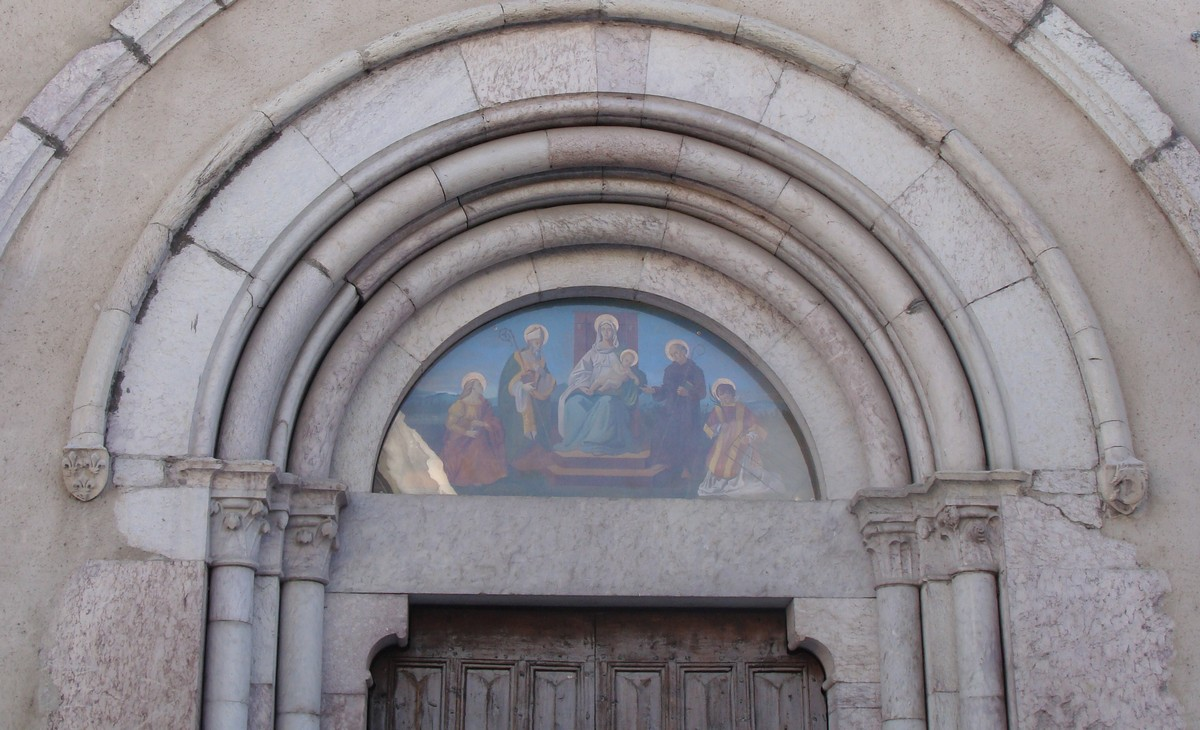
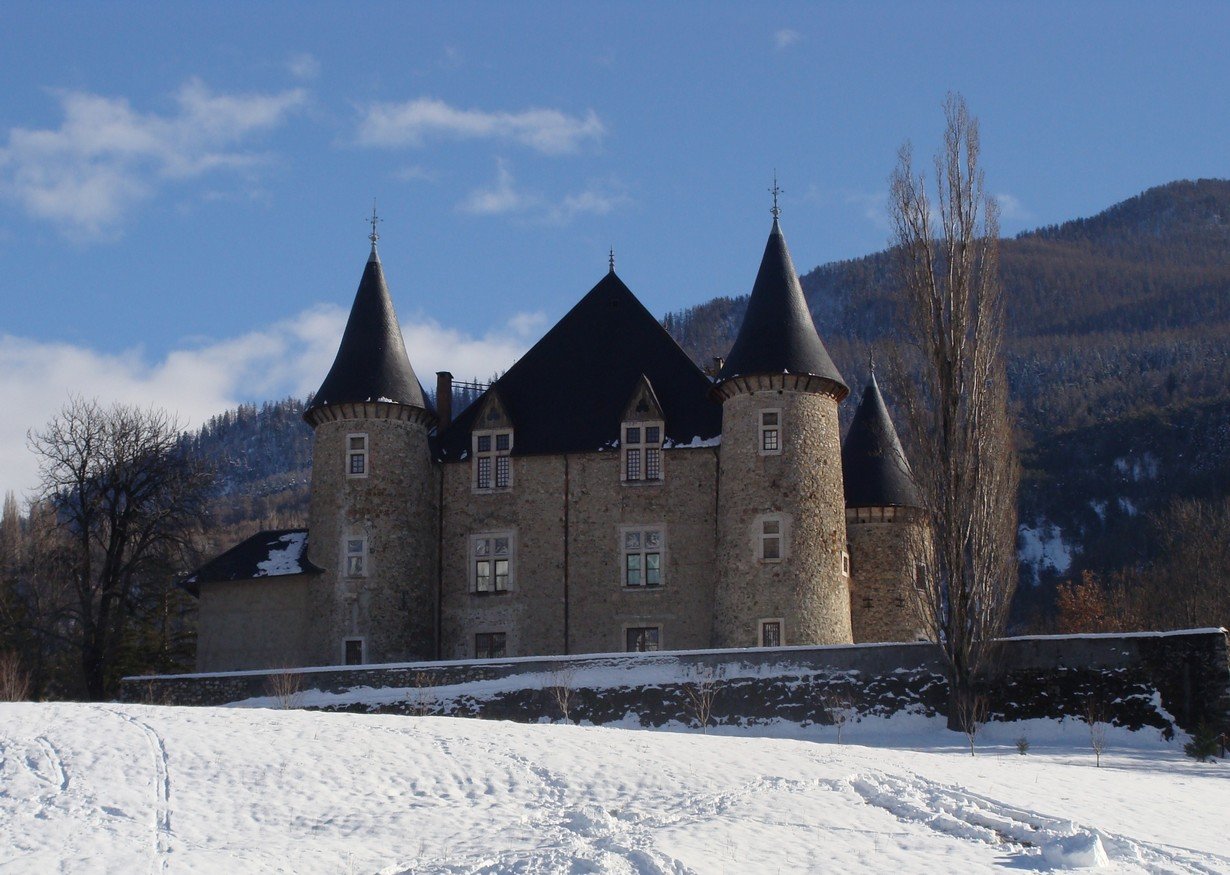
Château de Picomtal
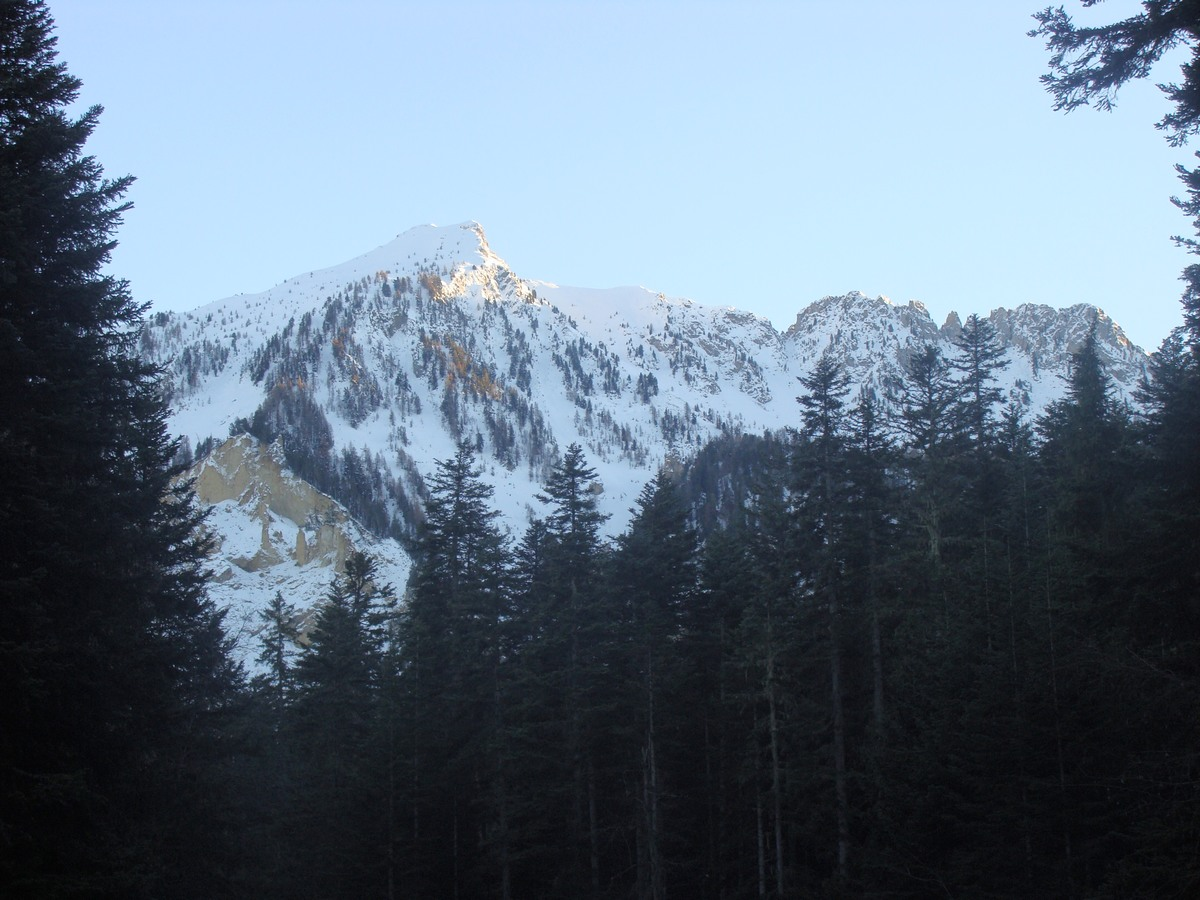
Gros Ferrand (alt. 2401 m ö.h.)